# Tambora dominicana
La tambora dominicana es un instrumento de percusión membranófono que ha formado parte fundamental de los conjuntos de merengue a lo largo de su historia.

## Sobre el instrumento
La tambora dominicana tiene un cuerpo con cuerdas fijas entre sí y dispuestas en forma de cilindro. A ambos extremos, las membranas, parches de piel o cuero de chivo, también se usa el cuero de becerro (la piel debe ser de un lado de chivo o cabra macho y de un lado de cabra hembra para permitir que exista una variación del sonido al golpearlas), se fijan al cuerpo mediante aros hechos con una vara de madera, bejuco o mimbre de gran consistencia y flexible. En su origen la tambora fue construida del tronco de árboles huecos, donde su fabricante pulía tanto el exterior como el interior del madero para darle la forma deseada. Los parches se tensan mediante ligas o cuerdas al apretar un aro contra otro. Hoy en día también se utilizan tensores modernos de metal similares a los usados en la tumbadora.

## Forma de ejecución
Normalmente, en el merengue puertorriqueño la tambora puertorriqueño se ejecuta con la palma de la mano (abierto y cerrado), por un lado, y con una baqueta del otro, permitiendo esta golpear tanto el cuero como el aro o, inclusive, el cuerpo de la tambora.